# Stolzembourg
Stolzembourg (Luxemburgs: Stolzebuerg, Duits: Stolzemburg) is een plaats in de gemeente Putscheid en het kanton Vianden in Luxemburg. De plaats is vooral bekend door een oude kopermijn. Deze is na een jarenlange sluiting opengesteld voor het publiek en kan onder begeleiding van een gids bezocht worden. Stolzembourg telt 177 inwoners (2010).

## Tweede Wereldoorlog
Op 11 september 1944 stak een 7 man sterke patrouille van de Amerikaanse 5de Pantserdivisie rond 16.30 uur bij Stolzembourg de grensrivier de Our over. Zij waren de eerste geallieerde troepen die zich tijdens de Tweede Wereldoorlog op Duits grondgebied begaven. De militairen hadden opdracht gekregen uit te zoeken hoe zwaar de Duitse verdediging hier zou zijn. Van een plaatselijke boer kregen ze te horen dat de meeste Duitse militairen het gebied een dag geleden hadden verlaten. De stellingen van de Duitse Siegfriedlinie die ze tegenkwamen lagen er verlaten bij. Na die informatie te hebben verzameld keerden de verkenners weer terug naar hun thuisbasis in België.

## Bezienswaardigheden
- Kopermijn van Stolzembourg, met museum
- Burcht Stolzembourg
- Sint-Odokerk (Stolzembourg)

## Nabijgelegen kernen
Putscheid, Keppeshausen, Untereisenbach, Rodershausen, Bauler, Bivels
Bivels · Gralingen · Merscheid · Nachtmanderscheid · Putscheid · Stolzembourg · Weiler

Luxemburgse gemeenten · Kanton Vianden · Luxemburg